# 仁学
《仁學》，譚嗣同撰，共2卷。最早由梁啟超在日本東京刊行。
1896年底譚嗣同抵南京，開始寫《仁學》。《仁學》是一部融合儒、释、道、墨等各家學術的哲學典籍。《仁學》指斥二千年来专制制度为“大盗”，並猛烈抨击三纲五常“钳制天下”，所謂「二千年來之政，秦政也，皆大盜也；二千年來之學，荀學也，皆鄉愿也。惟大盜利用鄉愿，惟鄉愿工媚大盜」。

## 概述
谭嗣同杂糅儒、释、道、墨各家和新傳入的西方理論，形成了独特的哲学体系。
他认为世界是由物质的原质所构成，其本体是“仁”，世界的存在和发展都是由于“仁”的作用，故称他的哲学为“仁学”。
“仁”是万物之源，它“以通为第一义”。而“以太”则是沟通世界成为一个整体的桥梁。“以太” 构成万物的本质，充满宇宙之间，自然界和人类社会的—切现象，都是从“以太”派生出来，并成为“以太”的一部分。认为“以太”本身是“不生不灭”的，宇宙间各种事物，只有“变易”，没有“存亡”；只有“聚散”，没有“生灭”。肯定了自然界和人类社会不是静止的、停顿的，而是不断运动、变化和发展的，批判了“天不变，道亦不变”的思想。从变易中论证其改革社会制度的政治理想。
他认为封建“名教”是维护专制主义的精神支柱，从而猛烈抨击三纲五常“钳制天下”，杀人“灵魂”，惨祸烈毒达于极点，号召人们冲决君主、伦常、利禄、俗学、天命、佛法等网罗。
指斥二千年来专制制度为“大盗”之政，专制君主是“独夫民贼”，一切罪恶的渊薮。宣传“君末民本”的民权说，认为“君”不过是“民”根据需要所共举，“君”如不能为“民”办事，亦可共废，否定了“君权神授”。
譚嗣同在書中還認為性在中國長久以來遭到污名化。
书中表同情于太平天国农民革命运动，痛恨曾国藩及湘军的暴行。